# أنتوني إم. رود
أنتوني إم. رود (بالإنجليزية: Anthony M. Rud) (11 يناير 1893، شيكاغو في الولايات المتحدة - 30 نوفمبر 1942، نيويورك في الولايات المتحدة)؛ مؤلف، صحفي وروائي أمريكي.